# 烽火乡
烽火乡，是中华人民共和国湖南省常德市临澧县下辖的一个乡镇级行政单位。

## 行政区划
烽火乡下辖以下地区：
薛家坪村、观音庵村、贞观庙村、伍家堰村、将军村、分水村、花果村、陈家河村、哗溪桥村、六方洲村、藕池村、陈义村、龙泉村、龙菱村、花园村、烽火村、李家坪村、白龙井村、南田村、龙凤山村和三门湾村。